# Johanna van Beethoven
Johanna van Beethoven (geborene Reiß; * um 1786 in Wien; † 2. Februar 1868 in Baden bei Wien) war die Schwägerin des Komponisten Ludwig van Beethoven. Sie ist bekannt für den erbitterten Sorgerechtsstreit zwischen ihr und dem Komponisten um ihren Sohn Karl, der als prägende Episode im Leben des Komponisten gilt.

## Leben und „Neffenkonflikt“
Johanna war die Tochter von Anton Reiß, einem Tapezierer. Im Jahr 1806 heiratete sie Kaspar Anton Karl van Beethoven, den jüngeren Bruder Ludwig van Beethovens. Am 4. September 1806 wurde ihr einziges Kind Karl van Beethoven geboren.
Im Herbst 1815 starb Kaspar Anton Karl. Sein Bruder Ludwig übernahm die Vormundschaft für Karl und versuchte, dessen Mutter Johanna von der Vormundschaft auszuschließen. Der Rechtsstreit zog sich bis 1820 hinaus, obwohl Ludwig schon 1816 Vormund von Karl wurde. Das Verhältnis von Ludwig und Johanna war ausgesprochen belastet und Ludwig bezeichnete Johanna in Briefen und Gesprächen als „Königin der Nacht“, in Anlehnung an die Figur aus Mozarts Zauberflöte. Alle drei litten sehr an dem langwierigen Konflikt. Ludwigs Arbeit litt unter dem Druck und auch Johanna fand in den langen Jahren voller Gerichtstermine keine Ruhe. Karl selbst wurde sehr mitgenommen von dem Streit und überlebte einen Selbstmordversuch im Jahr 1826.

## Im Film
Johanna van Beethoven kommt vor im Film Ludwig van B. - Meine unsterbliche Geliebte, einem zum Teil fiktiven Biografiefilm. Im Film verliebt sich Ludwig van Beethoven in Johanna, gespielt von Johanna ter Steege. Sie ist außerdem die Frau, an die Ludwig seinen rätselhaften Liebesbrief an eine „Unsterbliche Geliebte“ richtet. In Realität gibt es verschiedene Theorien zur Beziehung zwischen Johanna und Ludwig, die aber sehr umstritten sind. Dass Johanna die „Unsterbliche Geliebte“ Ludwig van Beethovens war, ist nicht anzunehmen.